# 수주 (지명)
수주(樹州)는 옛 부천의 명칭이자 시인인 변영로의 아호이다.

## 같이 보기
- 관내도 (고려)#수주 (樹州)
- 목 (행정_구역)#고려의 목
- 고려의 문화#항해술
- 변영로
- 인천법
- 잔교
- 고려#경제
- 수주로
- 부천시
- 성씨
  - 부평 이씨 (수주 이씨)
  - 수주 김씨
- 수주 (동음이의어)